# Blazin' Fiddles
Blazin' Fiddles es una banda de violinistas escoceses, formada en 1998 que interpretan música folk y música celta. Ha ganado numerosos premios como el Scots Trad Music Awards de Mg Alba y el Folk Band of the Year de los años 2013 y 2014. Publica sus discos bajo su propio sello discográfico, Blazin' Records.

## Historia
La banda se formó en 1998 con motivo del Year of Highland Culture, como un experimento para ilustrar los diferentes estilos de interpretación del violín en distintas zonas de Escocia. Sus miembros fundadores fueron los violinistas Duncan Chisholm, natural de Kirkhill (Inverness-shire); Allan Henderson, natural de Mallaig (Lochaber); Catriona MacDonald, de las islas Shetland; Bruce MacGregor, de Inverness; Iain MacFarlane, de Glenfinnan (Lochaber) y Aidan O'Rourke, natural de Oban (Argyll y Bute); junto con el pianista Andy Thorburn y el guitarrista Mark Clement. El nombre de la banda hace referencia a la quema de violines instigada por la iglesia protestante en Escocia y Noruega durante el siglo xix bajo el argumento de ser un instrumento del diablo.
En el año 2002 publicaron su primer disco, Fire On!, al que siguió The Old Style en 2004. Ese mismo año recibieron el premio Best Live Act y en 2005 su disco Magnificent Seven fue galardonado con el premio Album of the year en los Scots Trad Music Awards
En 2009 abandonaron la formación Aidan O'Rourke y Marc Clement. Catriona Macdonald se retiró del grupo en otoño del 2010. En julio de 2012 participaron en el Festival de Ortigueira, al año siguiente ganaron el premio Scottish Folk Band of the Year en los Scots Trad Music Awards y en agosto de 2016 actuaron en el festival Edinburgh Fringe.

## Discografía
- Fire On! (2002)
- The Old Style (2004)
- Magnificent Seven (2005)
- Blazin' Fiddles Live (2007)
- Thursday Night in the Caley (2011)[12]
- Six (2014)[13]
- North (2015)[14]